# Kanton Daoulas
Der Kanton Daoulas war bis 2015 ein französischer Wahlkreis im Arrondissement Brest, im Département Finistère und in der Region Bretagne; sein Hauptort war Daoulas.

## Gemeinden
Der Kanton umfasste neun Gemeinden:
| Gemeinde           | Bretonisch          | Einwohner (2022) | Fläche (km²) | Code postal | Code Insee |
| ------------------ | ------------------- | ---------------- | ------------ | ----------- | ---------- |
| Daoulas            | Daoulaz             | 1.835            | 5.42         | 29460       | 29043      |
| Hanvec             | Hañveg              | 2.035            | 59.11        | 29460       | 29078      |
| Hôpital-Camfrout   | An Ospital          | 2.220            | 13.16        | 29460       | 29080      |
| Irvillac           | Irvilhag            | 1.427            | 29.60        | 29460       | 29086      |
| Logonna-Daoulas    | Logonna-Daoulaz     | 2.127            | 12.14        | 29460       | 29137      |
| Loperhet           | Loperc'hed          | 3.952            | 20.31        | 29470       | 29140      |
| Plougastel-Daoulas | Plougastell-Daoulaz | 13.431           | 46.83        | 29470       | 29189      |
| Saint-Eloy         | Sant-Alar           | 221              | 12.42        | 29460       | 29246      |
| Saint-Urbain       | Lannurvan           | 1.669            | 15.21        | 29800       | 29270      |
| Kanton             | Daoulaz             | 27.912           | 214.20       | -           | 2912       |

## Bevölkerungsentwicklung
| 1962   | 1968   | 1975   | 1982   | 1990   | 1999   | 2006   | 2012   |
| ------ | ------ | ------ | ------ | ------ | ------ | ------ | ------ |
| 15.326 | 15.045 | 15.678 | 19.284 | 22.391 | 24.718 | 26.661 | 27.912 |